# Marie Luplau
Henriette Marie Antonette Luplau (7. september 1848 i Hillerød – 16. august 1925 på Frederiksberg) var en dansk maler.
Hun var datter af sognepræst Daniel Carl Erhard Luplau (1818-1909) og kvindesagsforkæmperen Line Luplau og voksede op i Sønderjylland, indtil faderen blev afskediget efter krigen i 1864.
Hun blev elev af maleren Vilhelm Kyhn, hvor hun mødte malerinden Emilie Mundt, som hun fra omkring 1877 var samboende med. Mundt var datter af professor Carl Emil Mundt og Caroline Jørgensen. Luplau adopterede Mundts datter Carla (1890). Efter forgæves at have søgt optagelse på Kunstakademiet studerede de sammen i München, og fra 1886 drev de i deres hjem på Gammel Kongevej på Frederiksberg en privat tegne- og maleskole. De udstillede begge på Kvindernes Udstilling i 1895. En stor mængde af Luplaus værker findes nu i Vardemuseernes samling.
Hun er begravet på Solbjerg Parkkirkegård.
Der findes et portrætmaleri fra 1895 af Emilie Mundt i privateje og fra 1914 af samme på Varde Museum. Der findes fotografier af Mary Steen og Julie Laurberg (Det Kongelige Bibliotek). 
- Marie Luplau og Emilie Mundt i deres hjem ca. 1885
- Marie Luplau, Emilie Mundt og Carla ca. 1915
- Marie Luplaus arbejdsværelse på Frederiksberg 
Foto: Mary Steen (1885)

## Værker
- Le Bois d'Amour, 1883
- En dreng hviler i skyggen af et bondehus 1886
- Aftenstemning ved Fredensborg 1898
- Bondedammen i Hellebæk